# ماريا باروسو
ماريا باروسو (بالبرتغالية: Maria Barroso‏) (و. 1925 – 2015 م) هي ممثلة، وسياسية، وممثلة مسرحية، وممثلة أفلام من البرتغال ولدت في أولهاو.

## روابط خارجية
- ماريا باروسو على موقع IMDb (الإنجليزية)
- ماريا باروسو على موقع قاعدة بيانات الفيلم (الإنجليزية)